# FC Hoyvík
El FC Hoyvík és un club de futbol de la ciutat de Tórshavn, capital de les illes Fèroe. Va ser fundat en 2012 producte de la fusió del FF Giza i del FC Hoyvík (antic). La temporada 2019 va quedar primer de la 2. deild, la tercera divisió de futbol feroesa. El club té la seu a Hoyvík i juga els seus partits a casa a l'estadi Hoyvíksvøllur.

## Història
En la seva primera temporada van jugar a la 2. deild i van acabar tercers, perdent l'ascens per diferència de gols. Els anys 2013 i el 2014 també van acabar tercers, i van aconseguir finalment l'ascens a la segona divisió feroesa (1. deild) el 2015. Van passar tres temporades a la 1. deild, fins que el 2018 van tornar a la 2. deild.
El FC Hoyvík va jugar els seus partits com a local al segon camp de Gundadalur (el Niðari vøllur) fins al juny del 2017, quan es va inaugurar el Hoyvíksvøllur (també anomenat J&K vøllur per motius de patrocini). El primer partit al nou camp va acabar en victòria local per 4-1 davant el TB/FCS/Royn II.
El club inicialment era conegut amb el nom de Giza Hoyvík. Tanmateix, un cop acabada la temporada 2018, va anunciar que canviaria de nom per passar a dir-se FC Hoyvík.

## Palmarès de l'equip masculí

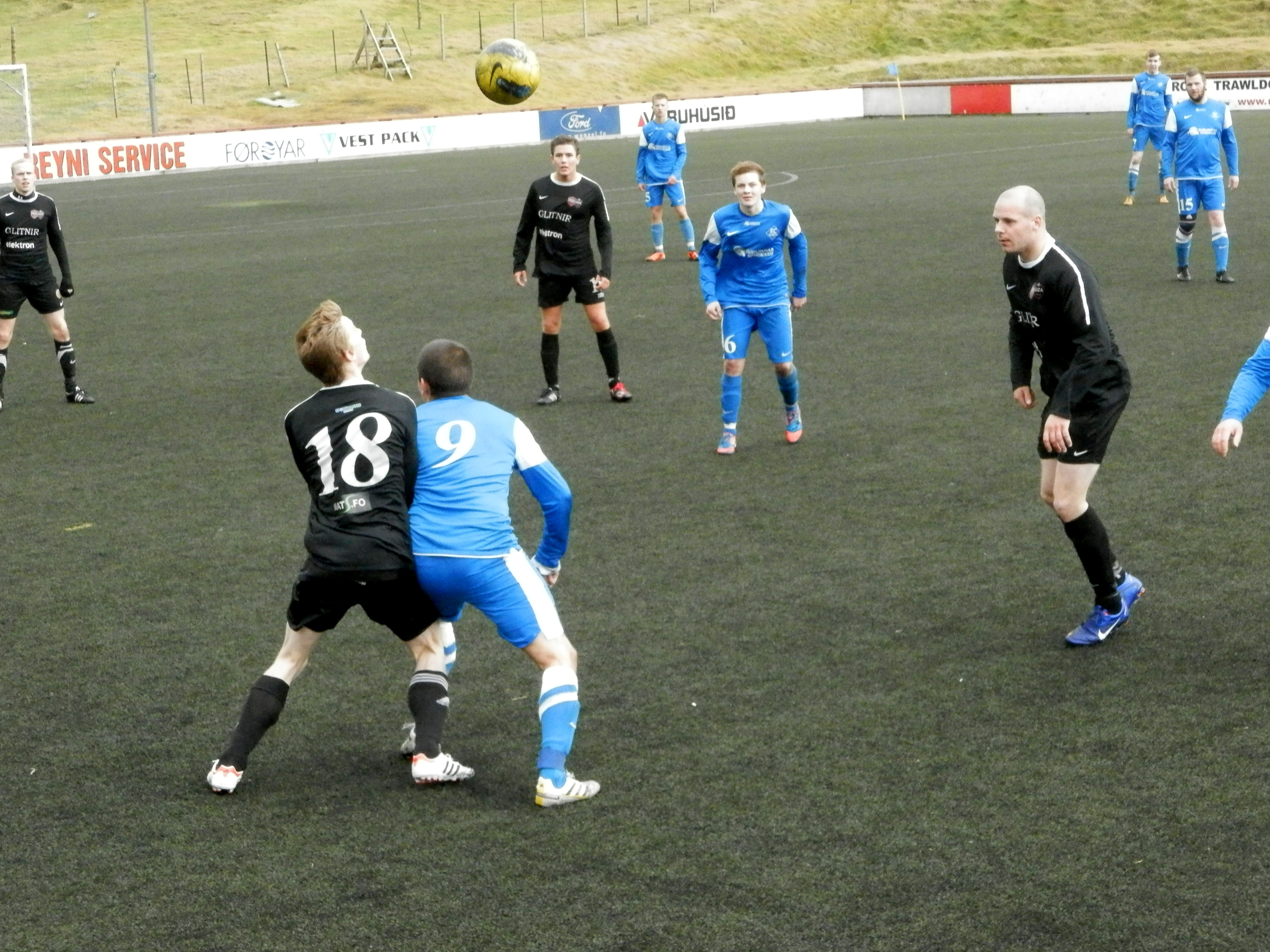
El Giza-Hoyvík contra el FC Suðuroy el 2012.

- El Giza-Hoyvík contra el FC Suðuroy el 2012.2. deild (tercera divisió feroesa)
  - 2019 (1r)

## Participacions a la lliga feroesa de futbol
| Temporada | Categoria | Pos. | PJ | G  | E | P  | GD    | Pts. | Copa                | Màxim golejador (Lliga)    |
| --------- | --------- | ---- | -- | -- | - | -- | ----- | ---- | ------------------- | -------------------------- |
| 2012      | 2. deild  | 3r   | 18 | 12 | 4 | 2  | 64–33 | 40   | Primera ronda(1/8)  | Poul Kjartan Dam (16 gols) |
| 2013      | 2. deild  | 3r   | 18 | 13 | 0 | 5  | 50–24 | 39   | Primera ronda (1/8) | Tróndur Arge (7 gols)      |
| 2014      | 2. deild  | 3r   | 18 | 10 | 2 | 6  | 56–27 | 32   | Primera ronda (1/8) | Tróndur Arge (9 gols)      |
| 2015      | 2. deild  | 2n   | 18 | 12 | 1 | 5  | 60–26 | 37   | Quarts de final     | Ahmed Keita (16 gols)      |
| 2016      | 1. deild  | 4t   | 27 | 15 | 3 | 9  | 60–40 | 48   | Quarts de final     | Ahmed Keita (22 gols)      |
| 2017      | 1. deild  | 7è   | 27 | 9  | 9 | 9  | 50–48 | 36   | Primera ronda (1/8) | Ahmed Keita (11 gols)      |
| 2018      | 1. deild  | 9è   | 27 | 7  | 5 | 15 | 37–49 | 26   | Primera ronda (1/8) | Hugin Ferber (7 gols)      |
| 2019      | 2. deild  | 1r   | 18 | 15 | 2 | 1  | 68–25 | 47   | Ronda preliminar    | Hugin Ferber (13 gols)     |